# Estación de París-Lyon

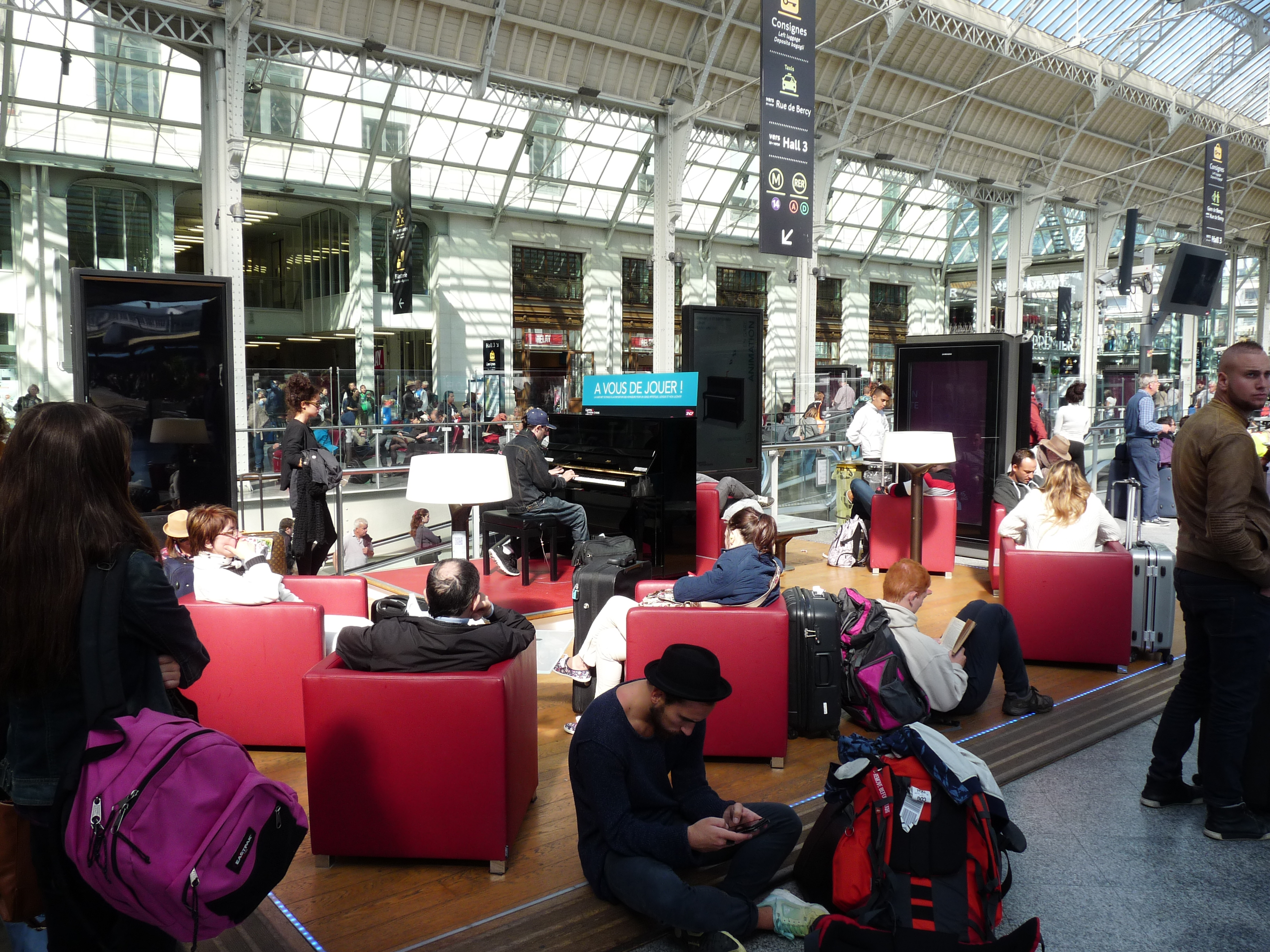
Piano libre

La estación de París-Lyon o estación de Lyon (en francés y oficialmente: gare de Paris-Lyon o gare de Lyon) es una de las seis grandes estaciones ferroviarias que posee París. Por número de pasajeros es la tercera de Francia con una media de 83 millones de viajeros anuales.
Por ella transitan numerosas líneas de alta velocidad, tanto nacionales como internacionales (principalmente hacia Italia y Suiza, aunque algunos trenes también alcanzan la frontera española), como de larga distancia, regionales y de cercanías. Además ofrece varias conexiones con el metro y la red de autobuses urbanos. 
El edificio se caracteriza por su torre del reloj formada por una torre cuadrangular de 67 metros de altura, con un reloj en cada una de sus cuatro caras de 6,5 metros de diámetro, cuyas agujas miden 2,8 metros y 4 metros. Gran parte de la estación está catalogado como Monumento Histórico tras una doble inscripción realizadas en 1975 y 1984.

## Historia
El Embarcadero de Lyon fue abierto al público oficialmente el 12 de agosto de 1849. Era un edificio provisional que se construyó a la espera de resolver los conflictos entre el estado y la compañía de ferrocarriles de París a Lyon. La compañía no estaba muy contenta con la idea de que la línea acabase junto a la prisión Mazas, y esperaba que el trazado siguiera más allá hasta la Bastilla, trazado que a posteriori sirvió para construir la calle Lyon.
La Estación de Lyon (Gare de Lyon) se construyó siguiendo los planos de François-Alexis Cendrier en 1855 como término de las líneas de la compañía de ferrocarriles de París a Lyon. Esta estación se edificó sobre una plataforma de tierra elevada unos 6-8 m sobre el nivel del río para protegerla de las crecidas. Se componía de 5 vías cubiertas por un edificio con un vestíbulo de 220 m de largo y 42 de ancho. Un pórtico que delimita la zona de llegadas unía la estación propiamente dicha a una oficina administrativa a un lado de la estación. Esta oficina daba al Bulevar Mazas.
La estación fue parcialmente destruida por un incendio en 1871 y se reconstruyó de forma idéntica.
En 1900, los viajeros que visitaban la Exposición Universal de París llegan a una nueva estación con 13 vías diseñada por Marius Toudoire. A partir de entonces dispone de una fachada frente al Bulevar Diderot y la famosa torre del reloj. En ese momento se abre al público también la estación subterránea de la primera línea del metro de París que da servicio a la estación de ferrocarril.
El edificio en sí se mantuvo sin variaciones hasta los años 60, cuando se empezó a construir la línea A de RER. La fachada que daba a la Calle de Bercy y el vestíbulo homónimo fueron excavados para construir la estación de trenes suburbanos (hoy día estación por donde pasa la línea RER D y justo debajo la estación pasante de la línea RER A, inaugurado en diciembre de 1977.
En 1981 fueron instaladas cinco nuevas vías para la llegada del TGV con la primera línea inaugurada entre París y Lyon, la LGV Sureste.
El 27 de junio de 1988, un grave accidente ferroviario en la estación subterránea de trenes suburbanos causó 56 muertos y 55 heridos.
Las últimas reformas acometidas en la estación fueron las obras del proyecto Meteor, con la construcción bajo la C/Bercy de la estación de metro de la línea 14 al pie de las oficinas de la RATP.

## Descripción
La estación está explotada por la Unidad de Negocio Voyagers Paris-Gare de Lyon, dentro de la dirección regional de París Sud-Est de la SNCF.
Las vías de la estación principal en superficie están divididas en dos zonas, las vías A a N señaladas en azul y las vías 5 a 23 señaladas en amarillo. Estas dos partes no están alineadas y el viajero que sale de la estación puede desde su llegada saber de que grupo de vías saldrá su tren para evitar movimientos de viajeros erráticos. El vestíbulo Méditerranée une la estación de grandes líneas con la subterránea, y está situado bajo las vías azules dando acceso al inicio de las vías amarillas.
- Dentro de la estación de la SNCF se encuentran:
  - En lo alto de las columnas los escudos de las ciudades a las que llevan los trenes desde la estación.
  - En la zona de taquillas se conserva un gran fresco que representa monumentos del centro de las ciudades que la Compañía de Ferrocarriles de París-Lyon-Mediterráneo servía.
  - En el primer piso de la fachada el mítico restaurante Style Second Empire.

## Servicios Ferroviarios

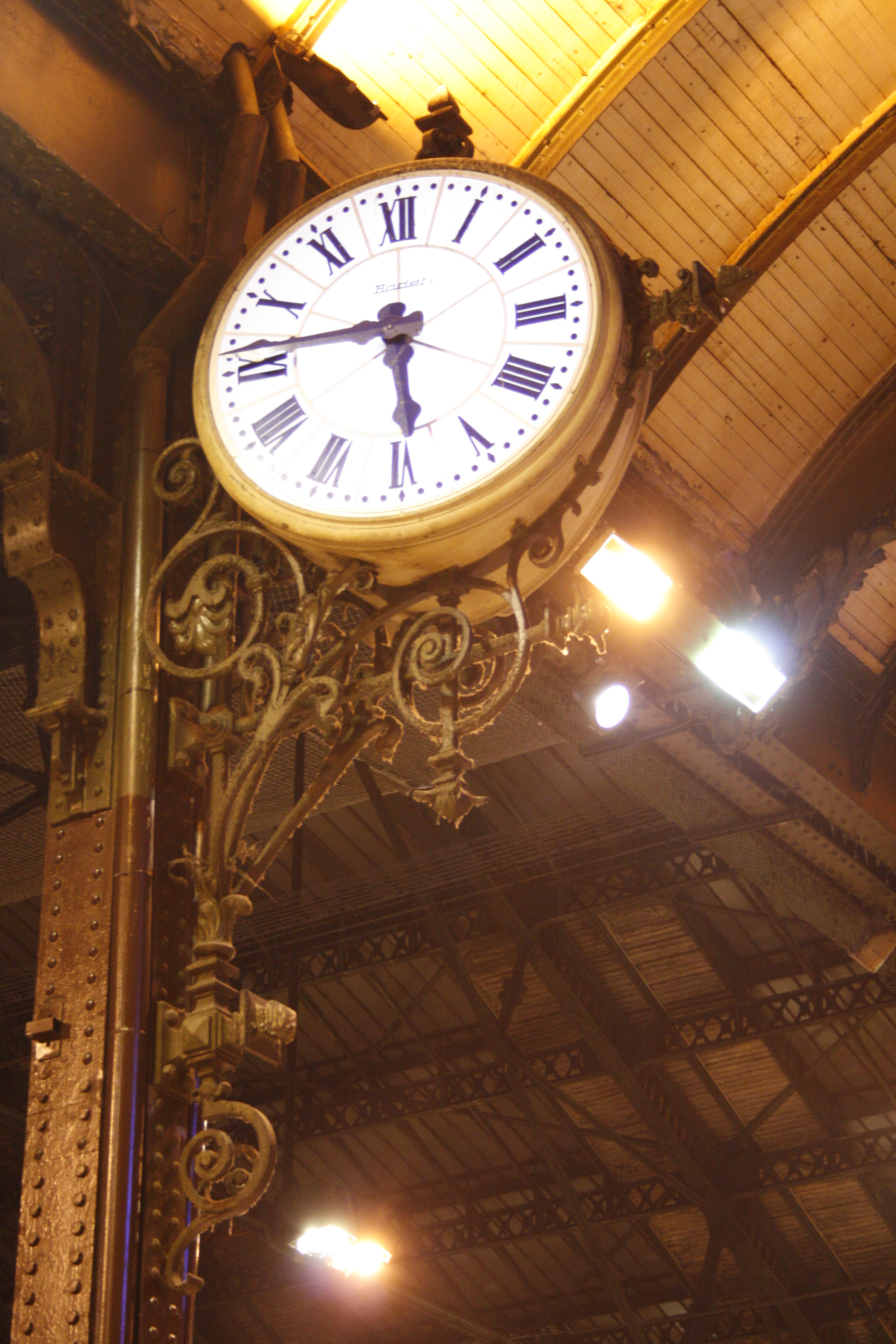
Detalle del interior de la estación de ferrocarril

### Alta Velocidad
La estación, cabecera de la red TGV Sudeste y Mediterráneo, tiene un importante tráfico de trenes de alta velocidad tanto nacionales como internacionales, principalmente  hacia Italia, Suiza y España.
Detalle de las líneas:
- Línea París ↔ Barcelona
- Línea París ↔ Lausana hasta Brigue en invierno.
- Línea París ↔ Berna
- Línea París ↔ Ginebra
- Línea París ↔ Milán
- Línea París ↔ Turín
- Línea París ↔ Grenoble
- Línea París ↔ Lyon
- Línea París ↔ Saint-Étienne
- Línea París ↔ Aviñón
- Línea París ↔ Miramas
- Línea París ↔ Montpellier
- Línea París ↔ Perpiñán
- Línea París ↔ Marsella
- Línea París ↔ Toulon
- Línea París ↔ Hyères
- Línea París ↔ Niza
- Línea París ↔ Vintimille
- Línea París ↔ Annecy
- Línea París ↔ Besançon
- Línea París ↔ Belfort
- Línea París ↔ Chalon-sur-Saône
- Línea París ↔ Dijon

- Línea París ↔ Bourg-Saint-Maurice. En vacaciones y fines de semana.
- Línea París ↔ Évian-les-Bains. En vacaciones y fines de semana.
- Línea París ↔ Saint-Gervais-les-Bains. En invierno.
- Línea París ↔ Modane. En invierno.

### Grandes Líneas
Aunque este tipo de trayectos está casi exclusivamente en manos de los trenes de alta velocidad, siguen transitando por la estación algunos trenes Téoz que se encargan de la siguiente línea:
- Línea París ↔ Clermont-Ferrand vía Moulins

### Regionales
Los trenes regionales de París-Lyon gestionan la línea:
- Línea París ↔ Dijon vía Auxerre y Migennes

### Cercanías
La estación es un punto de paso para las líneas A y D del RER (ferrocarril) y punto de partida de la línea R del Transilien.
Desde la línea RER A se llega a La Défense y las nuevas ciudades de Marne la Vallée y Cergy-Pontoise. La estación tiene un andén central muy ancho entre ambas vías.
Con la línea RER D se llega de forma directa a Gare du Nord, el Stade de France al norte y al sur las nuevas ciudades de Évry y Sénart. La estación se compone de cuatro vías y dos andenes centrales (v-a-v-v-a-v).

## Conexiones

### Metro
Dos línea de metro, la línea 1 que cruza la capital de noroeste a sudeste y la moderna línea 14 permiten llegar hasta la estación de tren.

### Autobuses
Las siguientes líneas de autobús urbano de la RATP (Administración Autónoma de Transportes Parisinos)  acceden a la estación
- 20: Gare de Saint-Lazare ↔ Gare de Lyon
- 24: Gare de Saint-Lazare ↔ École Vétérinaire de Maisons-Alfort
- 29: Gare de Saint-Lazare ↔ Porte de Montempoivre
- 57: Arcueil-Laplace RER ↔ Porte de Bagnolet-Louis Ganne
- 61: Gare d'Austerlitz ↔ Église de Pantin
- 63: Gare de Lyon ↔ Porte de la Muette
- 65: Gare de Lyon ↔ Mairie d'Aubervilliers
- 87: Champ de Mars ↔ Porte de Reuilly
- 91: Montparnasse 2 Gare TGV ↔ Bastille
- Balabus: La Défense ↔ Gare de Lyon

También lo hace el bus turístico OpenTour.
Además, catorce líneas del Noctilien, el bus urbano nocturno tienen parada en la estación.
- N01: Circular interior
- N02: Circular exterior
- N11: Pont de Neuilly ↔ Château de Vincennes
- N16: Pont de Levallois-Bécon ↔ Mairie de Montreuil
- N31: Gare de Lyon ↔ Juvisy-sur-Orge RER
- N32: Gare de Lyon ↔ Boissy-Saint-Léger RER
- N33: Gare de Lyon ↔ Villiers sur Marne-Le Plessis Trévise RER
- N34: Gare de Lyon ↔ Torcy RER
- N35: Gare de Lyon ↔ Nogent-Le Perreux RER
- N120: Corbeil-Essonnes RER - Aéroport Charles de Gaulle T3
- N130: Gare de Lyon ↔ Marne la Vallée-Chessy RER
- N131: Gare de Lyon ↔ Dourdan RER / Étampes RER
- N132: Gare de Lyon ↔ Melun RER / Corbeil-Essonnes RER
- N134: Gare de Lyon ↔ Gare de Combs-la-Ville - Quincy

Por último, la línea 4 de los autobuses Cars Air France  enlazan la estación con el Aeropuerto de París-Charles de Gaulle.

## Curiosidades
En un banco de esta estación es donde Antonio Tabucchi encuentra un libro de Fernando Pessoa, lo que supone para él el descubrimiento de este escritor que va a ser clave para su vida y su obra.